# Moí de Besora
Moí és un sant llegendari, sense correspondència amb un personatge real. Forma part del folklore català i, concretament, del d'Osona. La tradició, recollida entre d'altres per Joan Amades, diu que era un ermità que vivia en solitud profunda a Santa Maria de Besora, a l'ermita de Sant Moí. Passava el temps dedicat a l'oració i a fer treballs amb fusta, concretament esclops, que deixava a la vora d'un corriol perquè els agafessin els caminants que hi passaven. No tenia eines, i feia els esclops només amb les mans. Era sord i, per tant, no parlava gaire i passava anys sense dir una paraula.
Segons una altra versió, fou per no parlar mai amb ningú que es va quedar sord, i per això l'adoptaren com a patró els qui perdien l'oïda, que demanaven: "Sant Moí, feu-m'hi sentir". Quan va morir, tota la terra al voltant de l'ermita es va poblar de lliris blancs i olorosos. Els pastors van veure l'ermita amarada d'una claror celestial i, en entrar-hi, la trobaren buida: l'ermità havia estat portat al cel per àngels.
A l'ermita es feia un aplec en el qual es mullaven cotons a l'oli de les llànties, que després s'usaven per guarir o prevenir el mal d'oïda. Segons Besora, la festivitat n'era el 7 de juny.